# 塞思·鲍尔
塞思·鲍尔（英語：Seth Bauer，1959年9月25日—），美国前男子赛艇运动员。他曾代表美国参加1988年夏季奥林匹克运动会赛艇比赛，获得男子八人单桨有舵手铜牌。